# مطار كورو تورو
مطار كورو تورو هو مطار يخدم كورو تورو في إقليم بوركو في تشاد.

## مرافق
يقع المطار على ارتفاع من 243 متر (797 قدم) فوق مستوى سطح البحر. له مدرج واحد محدد في 04/22 بسطح طيني ورملي بقياس 1,000 by 30 متر (3,281 قدم × 98 قدم) × 1,000 by 30 متر (3,281 قدم × 98 قدم).